# Россия (банк)
«Росси́я» — советский и российский акционерный банк. Создан 27 июня 1990 года в городе Ленинграде (ныне — Санкт-Петербург). Является коммерческой кредитной организацией без государственного участия в структуре собственности.
Полное наименование — Акционерное общество «Акционерный банк „Россия“», сокращённое — АО «АБ „Россия“».
В 2022 году, в связи со вторжением России на Украину, включен в санкционный список Евросоюза, Великобритании, Сингапура и ряда других стран, а также отключен от системы межбанковских платежей SWIFT.

## История
Банк «Россия» был зарегистрирован 27 июня 1990 года в городе Ленинграде (ныне — Санкт-Петербург), на волне экспериментов по созданию коммерческих банков в последние годы существования СССР, как паевой коммерческий банк с уставным фондом в 31 миллион рублей. Из них 15 миллионов были вложены Ленинградским областным комитетом КПСС, 13 миллионов — государственным производственно-техническим объединением «Русское видео», другими пайщиками банка стали страховая компания «Русь» и советско-бельгийская компания «Digital Transfer». Банк стал одним из первых коммерческих банков в современной России и занимался обслуживанием счетов и внешнеэкономических операций областного комитета КПСС и местного управления КГБ.
Первым председателем совета директоров банка стал управляющий делами Ленинградского обкома КПСС Аркадий Крутихин.
В начале своей деятельности банк обслуживал северо-западный регион России, в частности, город Санкт-Петербург, затем был открыт филиал в Москве.
К 2000 году банк занимал 174 место среди российских банков по размеру чистых активов с капиталом 57,6 миллионов рублей и чистыми активами 811,6 миллионов рублей.
В 2005 году, при финансовом содействии банка «Россия», произошло возрождение общегородского праздника выпускников средних общеобразовательных школ «Алые паруса», уходящего корнями в 1968 год. По настоящее время банк является постоянным партнёром администрации Санкт-Петербурга в организации этого праздника.
После реорганизации ЗАО «Газэнергопромбанк» в форме присоединения к ОАО «АБ „Россия“», завершившейся 2 августа 2010 года, география операций банка расширилась от Белгорода и Курска до Перми и Уфы за счёт новых региональных филиалов.
В марте 2014 года банком «Россия» было принято решение о работе исключительно на внутрироссийском рынке (после введения властями Соединённых Штатов Америки санкций против банка, в рамках международных санкций против России в связи с аннексией Крыма Российской Федерацией и конфликтом на востоке Украины).

Севастопольское отделение АО «АБ „Россия“».

14 апреля 2014 года открылось первое представительство банка за пределами регионов филиальной сети — в Республике Крым, в городе Симферополе. На территории Республики Крым работают двадцать офисов банка.
В 2014 году количество филиалов банка увеличилось до двадцати двух (все находятся в Российской Федерации).
В настоящее время[когда?] территориальная структура банка представлена в двадцати пяти регионах Российской Федерации, насчитывает двадцать два филиала, шестьдесят пять точек продаж.

## Собственники
Состав акционеров АО «АБ „Россия“» по состоянию на 26 июня 2017 года:
| Собственник          | Доля в уставном капитале, % | Доля голосующих акций, % |
| -------------------- | --------------------------- | ------------------------ |
| Юрий Ковальчук       | 37,512                      | 40,333                   |
| Николай Шамалов      | 9,643                       | 10,338                   |
| ООО «Трансойл СНГ»   | 9,807                       | 7,873                    |
| ООО «Акцепт»         | 5,846                       |                          |
| ООО «Оберон Истейт»  | 5,647                       | 5,397                    |
| ООО «Севергрупп»     | 5,481                       | 5,905                    |
| ОАО «Сургутнефтегаз» | 5,416                       | 0                        |
| ООО «Оверпас-Инвест» | 5,043                       |                          |

Согласно сообщениям СМИ, в том числе зарубежным, банк тесно связан с президентом РФ В. В. Путиным, так как Путин — друг совладельца банка Юрия Ковальчука, являющегося, как и президент, соучредителем дачного кооператива «Озеро» под Санкт-Петербургом. Ещё 7,8 % акций банка контролируется другим давним другом В. В. Путина Геннадием Тимченко. Не позднее 2007 года 3,6 % акций банка стали принадлежать Светлане Кривоногих, которая согласно изданию «Проект» является близкой знакомой Владимира Путина.

## Деятельность

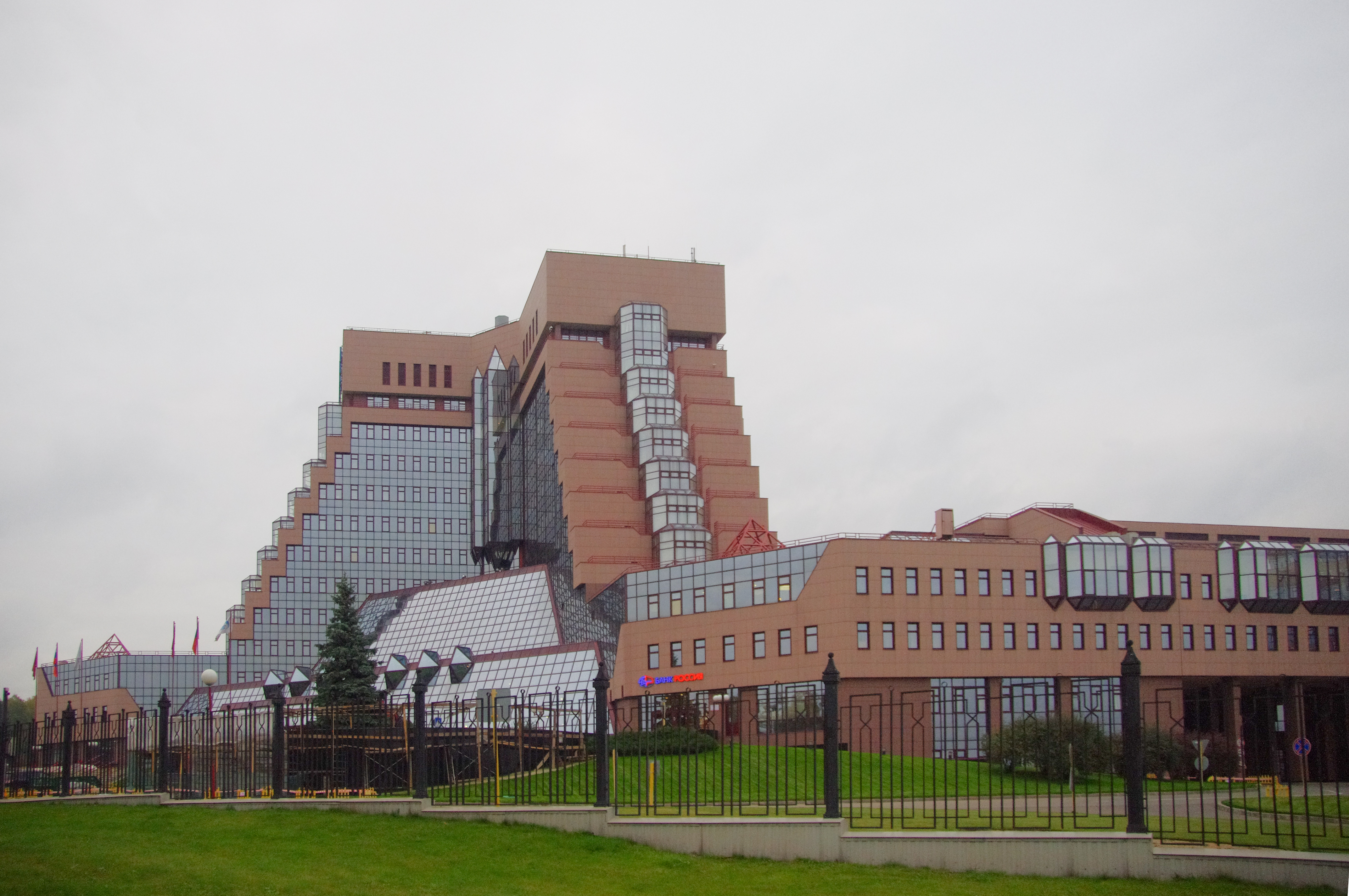
Центральный филиал банка, Газопровод, Сосенское, Москва.

Банк «Россия» контролирует активы в различных отраслях экономики. Через 100-процентную дочернюю компанию ООО «ИК „Аброс“» ему принадлежит 51-процентная доля одной из крупнейших российских страховых компаний «Согаз», 100-процентная доля в группе лизинговых компаний «Зест», эффективная доля (недоступная ссылка) 27,6 % в ЗАО «Национальная Медиа Группа», которое владеет следующими активами: «Рен ТВ», ТРК ОАО «Пятый канал», ОАО «Первый канал», газета «Известия». Через «Согаз» банку принадлежит эффективная доля 38,3 % управляющей компании ЗАО «Лидер», которое управляет негосударственным пенсионным фондом «Газфонд».
10 апреля 2014 года банк решением наблюдательного совета НП «Совет рынка» был выбран в качестве кредитной организации, уполномоченной на проведение расчётов между субъектами оптового энергорынка (см. статью «Оптовый рынок электроэнергии и мощности»). Ранее, с 2008 года, обслуживанием расчётов занимался «Альфа-банк».
В августе 2016 года банк являлся акционером (с долей 20 %) управляющей компании аэропорта города Симферополя, управление которым было передано властями российского региона.

### Показатели деятельности
По состоянию за 31 декабря 2009 года активы банка (МСФО) составили ▲111,9 млрд рублей, собственный капитал — ▲7,7 млрд рублей, чистая прибыль — ▲1,8 млрд рублей.
По состоянию за 31 декабря 2010 года по активы банка (МСФО) составили ▲260 миллиардов рублей, капитал — ▲23,7 млрд руб.
По состоянию за 31 декабря 2011 года активы банка (МСФО) составили ▲304,63 миллиардов рублей, капитал — ▲25,47 млрд руб.
По состоянию за 31 декабря 2012 года активы банка (МСФО) составили ▲318,04 миллиардов рублей, капитал — ▲27,65 млрд руб.

## Международные санкции
20 марта 2014 года США, в рамках международных санкций против России в связи с аннексией Крыма Российской Федерацией и конфликтом на востоке Украины, ввели санкции против банка, который, по мнению США, «оказывает материальную поддержку российским правительственным чиновникам» и контролируется Юрием Ковальчуком, членом «ближнего круга» президента РФ Путина. Санкции заключаются в том, что активы банка, находящиеся в юрисдикции США, оказываются замороженными, кроме того, запрещены сделки с банком на территории США или с американскими гражданами. В результате внесения банка в американский список специально обозначенных граждан и заблокированных лиц платёжные системы VISA и Mastercard перестали осуществлять операции по пластиковым картам, эмитированным банком.
21 марта 2014 года Канада присоединилась к санкциям США, обвинив банк в ответственности за «подрыв суверенитета Украины».
23 февраля 2022 года, после вторжения России на Украину, банк попал под санкции Евросоюза так как «Банк "Россия" является личным банком высших должностных лиц Российской Федерации. В этом качестве банк "Россия" поддерживает и получает выгоду от российских лиц, ответственных за аннексию Крыма или дестабилизацию Восточной Украины». Также Евросоюз отмечает что «после незаконной аннексии Крыма банк «Россия» открыл отделения в Крыму и Севастополе».
7 марта 2022 года банк попал под санкции Южной Кореи.
Также банк включен в санкционные списки Великобритании, Швейцарии, Австралии, Японии, Украины и Новой Зеландии

## Рейтинги

### Служба кредитных рейтингов Standard & Poor’s
26 марта 2014 года Standard & Poor’s изменила прогноз по рейтингам банка со «стабильного» на «негативный», подтвердила рейтинги на уровне «ВВ-/В», после чего приостановила рейтинговый процесс в связи с внесением банка в санкционный список США.
9 октября 2012 года Standard & Poor’s повысила долгосрочный кредитный рейтинг банка с «В+» до «ВВ-» и подтвердила краткосрочный рейтинг «В». Прогноз изменения рейтингов — «Стабильный». Рейтинг по национальной шкале повышен с «ruA» до «ruAА-». Среди основных факторов, повлиявших на повышение рейтингов, — довольно высокий коэффициент достаточности капитала, а также улучшение показателей прибыльности и капитализации.
Впервые рейтинг Standard & Poor’s был присвоен банку 11 февраля 2011 года.

### Национальное рейтинговое агентство «Эксперт РА»
В 2009 году рейтинговое агентство «Эксперт РА» присвоило банку рейтинг A+, после ежегодных подтверждений в 2012 году изменило его на A+ (II), в 2013 - на A++. Этот рейтинг подтверждался до 2017 года, когда он был заменён на ruAA со стабильным прогнозом. На этом уровне рейтинг подтверждался в 2018-2025 годах.

### Аналитическое кредитное рейтинговое агентство (АКРА)
В 2017 году рейтинговое агентство АКРА присвоило Акционерному обществу "АКЦИОНЕРНЫЙ БАНК "РОССИЯ" рейтинг A+(RU) со стабильным прогнозом. Этот рейтинг подтверждался до 2023 года, когда он был повышен до AA-(RU) со стабильным прогнозом, затем подтверждён в 2024.

### Международное рейтинговое агентство Moody’s Investors Service
20 декабря 2011 года ЗАО «Рейтинговое Агентство Мудис Интерфакс» повысило долгосрочный рейтинг ОАО «АБ „Россия“» по национальной шкале c «Baa1.ru» до «A3.ru». Одновременно Moody’s Investors Service подтвердило рейтинг финансовой устойчивости банка «Е+», долгосрочный рейтинг «В2» и краткосрочный рейтинг Not Prime по депозитам в национальной и иностранной валюте. Рейтинги по глобальной шкале имеют прогноз «стабильный», рейтинг по национальной шкале не имеет специального прогноза. Впервые рейтинги Moody's были присвоены банку 29 марта 2010 год: рейтинг финансовой устойчивости банка Е+, долгосрочный рейтинг В2 (по глобальной шкале) и краткосрочный рейтинг Not Prime по депозитам в национальной и иностранной валюте. Одновременно с этим ЗАО «Рейтинговое Агентство Мудис Интерфакс» присвоило банку долгосрочный рейтинг по национальной шкале Baa1.ru.
16 апреля 2013 года Moody's отозвало рейтинги ОАО «АБ „Россия“» по причинам делового характера.

### Международное рейтинговое агентство Fitch Ratings
26 мая 2011 года Fitch Ratings подтвердило и отозвало рейтинги банка в связи с его решением не продлевать договор с Fitch Ratings.
17 декабря 2010 года Fitch Ratings повысило долгосрочный рейтинг дефолта эмитента (РДЭ) ОАО «АБ „Россия“» с уровня «B-» до «B» и национальный долгосрочный рейтинг Банка с уровня «BB-(rus)» до «BBB(rus)». Долгосрочный РДЭ и национальный долгосрочный рейтинг были исключены из списка Rating Watch «Позитивный» и по ним присвоен «Стабильный» прогноз. Индивидуальный рейтинг подтверждён на уровне «D/E», рейтинг исключён из списка Rating Watch «Позитивный», краткосрочный РДЭ подтверждён на уровне «B», рейтинг поддержки подтверждён на уровне «5», уровень поддержки долгосрочного РДЭ подтверждён как «нет уровня поддержки». Среди основных факторов, повлиявших на повышение рейтингов банка, агентство отметило увеличение размера после слияния с ЗАО «Газэнергопромбанк» в августе 2010 года, расширение возможностей для роста кредитного портфеля, хорошую подушку ликвидности, включающую крупный портфель высококачественных ценных бумаг, низкий уровень обесценения кредитов благодаря высокому качеству заёмщиков, среди которых есть структуры, работающие с крупными компаниями в государственной собственности, а также высокий уровень генерирования прибыли. Тем не менее условными факторами риска банка в Fitch Ratings считают непрозрачность его медийных активов и старые проблемные кредиты дочернего Собинбанка.
Рейтинги банка учитывают «относительно высокий уровень генерирования прибыли, низкий показатель обесценения кредитов благодаря относительно хорошему качеству заёмщиков, среди которых есть структуры, связанные с крупными компаниями в государственной собственности», а также приемлемые позиции ликвидности, которые поддерживаются за счёт фондирования от ЦБ РФ и небольшого числа групп клиентов, имеющих длительную историю сотрудничества с банком, и низкий рыночный риск.
Впервые рейтинги Fitch Ratings были присвоены банку 11 декабря 2006 года — РДЭ на уровне «B-» (B минус), краткосрочный рейтинг «B», рейтинг поддержки «5», индивидуальный рейтинг «D/E» и долгосрочный рейтинг по национальной шкале «BB-(rus)», прогноз по РДЭ и национальному долгосрочному рейтингу «Стабильный».

### Прочие рейтинги
В рейтинге российских банков рейтингового агентства РБК по итогам 1-го полугодия 2012 года банк занял 18-е место по размеру чистых активов и 32-е место по размеру чистой прибыли. В рэнкинге журнала «Профиль» (от 25 мая 2012 года) банк занял 4-е место по надёжности и 22-е место по капиталу среди 100 крупнейших российских банков. В 2007 году банк вошёл в число 30 наиболее информационно прозрачных банков среди крупнейших российских банков (за исключением дочерних компаний иностранных банков) в исследовании информационной прозрачности международного рейтингового агентства Standard & Poor’s. В июле 2023 года АКРА повысило кредитный рейтинг банка до уровня «АА-(RU)» со «стабильным» прогнозом.